# Distoleon sylphis
Distoleon sylphis är en insektsart som först beskrevs av Gerstaecker 1894.  Distoleon sylphis ingår i släktet Distoleon och familjen myrlejonsländor. Inga underarter finns listade i Catalogue of Life.